# Byans-sur-Doubs
Byans-sur-Doubs là một xã của tỉnh Doubs, thuộc vùng Bourgogne-Franche-Comté, miền đông nước Pháp.